# Fiona Fairhurst
Fiona Fairhurst (ur. 1972) – brytyjska projektantka kostiumów pływackich.  

## Życiorys
Urodziła się w 1972 roku. Do 16 roku życia była zawodniczką pływacką. Studiowała technologię włókiennictwa na University of Huddersfield, na University of Leeds i w Central Saint Martins w Londynie. Podczas Igrzysk Olimpijskich w Sydney w 2000 roku, pracując dla firmy Speedo, opracowała wraz ze współpracownikami nowy model jednoczęściowego kostiumu kąpielowego o nazwie "Fastskin". Zawodnicy, którzy korzystali z niego podczas zawodów zdobyli 13 z 15 rekordów świata. Ostatecznie jego używanie podczas zawodów zostało zakazane, ponieważ dawało zawodnikom nieuczciwą przewagę. 
Jako projektantka odzieży sportowej w 2009 roku była nominowana do Nagrody Europejskiego Wynalazcy w kategorii Przemysł. W 2018 roku została wiceprezesem ds. Innowacyjności w firmie Heist. 
Jest współautorką kilku zgłoszeń wzorów użytkowych i jednego patentu.  